# Ennomos fraxineti
Ennomos fraxineti là một loài bướm đêm trong họ Geometridae.